# Guildford Dudley
Lord Guildford Dudley (også stavet Guilford) (ca. 1535 - 12. februar 1554) var en engelsk adelsmand, der var gift med Lady Jane Grey. Kong Edvard 6. havde erklæret hende som sin arving, og hun bestred den engelske trone fra den 10. juli til den 19. juli 1553. Guildford Dudley havde en humanistisk uddannelse og blev gift med Jane i en storslået fest omkring seks uger før kongens død. Efter at Guildfords far John Dudley, hertugen af Northumberland, havde fået gennemført Janes trobestigelse, tilbragte Jane og Guildford hendes korte styre bosiddende i Tower of London. De var stadig i Tower, da deres styre kollapsede, og de forblev der, i forskellige lejligheder, som fanger. De blev dømt til døden for højforræderi i november 1553. Dronning Maria 1. var tilbøjelig til at skåne deres liv, men Thomas Wyatts oprør mod Marias planer om at gifte sig med Filip af Spanien førte til det unge parret henrettelse, en handling, der i vid udstrækning blev betragtet som unødigt hård.

## Familie og ægteskab
Lord Guildford Dudley var den næstyngste overlevende søn af John Dudley, 1. hertug af Northumberland, og hans hustru Jane Guildford. Dudley-slægten nedstamme fra en familie, der hed Sutton. I begyndelsen af det 14. århundrede blev de herrer over Dudley Castle, hvorfra Guildford nedstammede gennem sin farfar. Dette var Edmund Dudley, en rådgiver for Henrik 7., der blev henrettet efter sin kongelige herres død. Gennem sin fars mor, Elizabeth Gray, viscountess Lisle, nedstammede Guildford fra krigesheltene fra Hundredårskrigen Richard Beauchamp, 13. jarl af Warwick og John Talbot, 1. jarl af Shrewsbury.
De tretten Dudley-børn voksede op i en protestantisk husstand og nød en humanistisk uddannelse. Under den unge konge Edvard 6. blev Guildfords far leder af Gehejmerådet og regerede de facto England fra 1550 til 1553. Krønikeskriveren Richard Grafton, der kendte ham personligt, beskrev Guildford som "en køn, dydig og god herre". I 1552 forsøgte Northumberland uden held at arrangere et ægteskab mellem Guildford og Margaret Clifford. I stedet blev Guildford i foråret 1553 forlovet med den seksten år gamle Jane Gray. Jane Gray og Margaret Clifford var begge oldebørn af Kong Henrik 7., men Jane var højere oppe i arvefølgen. Den 25. maj 1553 blev tre bryllupper fejret på Durham Place, hertugen af Northumberlands bypalads. Guildford blev gift med Jane, hans søster Katherine blev gift med Henry Hastings, jarlen af Huntingdons arving, og en anden Catherine, Janes søster, blev gift med Lord Herbert, jarlen af Pembrokes arving. Det var en storslået fest med ridderdyster, spil og maskarader. For sidstnævnte var der to forskellige selskaber indbudt, et for mænd, et for kvinder. De venetianske og franske ambassadører var gæster, og der var "et stort antal af almindelige mennesker ... og af de mest magtfulde i riget". Guildford og nogle andre blev ramt af madforgiftning på grund af "en fejl begået af en kok, der plukkede det ene blad i stedet for det andet."

## De factokonge
Kong Edvard bestemte, i sin "Anordning til arvefølgen" (Device of the Succession), at anbringe kronen på sin grandkusine Jane Gray hoved, og gik udenom sine halvsøstre Maria og Elizabeth. Efter Edvards død den 6. juli 1553 overtog hertugen af Northumberland håndhævelsen af kongens vilje. Sendebuddene fra Det Det tysk-romerske Rige og Frankrig var sikre på planens succes. Jane var tilbageholdende med at acceptere kronen: Hun gav efter formaninger fra en forsamling af adelige, herunder hendes forældre og svigerforældre. Guildford stemte med en tilgang af kærliged, med "bønner og kærtegn". Den 10. juli gjorde Jane og Guildford deres ceremonielle indtog i Tower of London. Boende derinde, ønskede Guildford at blive konge. Ifølge sin egen senere beretning havde Jane en lang diskussion om dette med Guildford, der "accepterede, at hvis han blev gjort til konge, ville han være sådan af mig ved Parlamentets lov. Men indtil da var Jane kun villig til at gøre ham til hertug af Clarence. Guildford svarede, at han ikke ønskede at være en hertug, men konge. Da hertuginden af Northumberland hørte om skænderiet, blev hun rasende og forbød Guildford at sove mere med hans hustru. Hun beordrede ham også til at forlade Tower og tage hjem, men Jane insisterede på, at han bliver ved hoffet ved hendes side.
I henhold til senere bemærkninger fra de kejserlige ambassadører blev de daglige rådsmøder ledet af Guildford, der angiveligt også spiste alene og fik alle til at adressere ham i kongelig stil. Antoine de Noailles, den franske ambassadør, beskrev Guildford som "den nye konge". Det kejserlige hof i Bruxelles troede også på eksistensen af Kong Guildford.

## Fangenskab
Den 10. juli, samme dag som Janes kundgørelse, ankom et brev fra Maria Tudor til London, hvor hun sagde, at hun nu var dronning og krævede Gehejremerådets lydighed. Maria samlede sine tilhængere i East Anglia. Det blev besluttet at sende en hær mod hende efter nogen diskussion om, hvem der skulle tage af sted, hvor Jane fik sørget for, at hendes far ikke skulle. Hertugen af Northumberland marcherede med sine tropper til Cambridge, og der gik en uge uden nogen handling, indtil han den 20. juli hørte, at Gehejmrerådet i London havde erklæret sig på Marias side. Northumberland proklamerede nu sin støtte til Maria Tudor på markedspladsen og blev arresteret næste morgen. Den 19. juli, få timer før dronning Maria 1.'s kundgørelse i London, blev dåben af et barn af en af monarkens livvagter afholdt. Jane havde accepteret at være gudmor og ønskede, at barnets navn skulle være Guildford. Biskoppen af Winchester Stephen Gardiner, der havde været fængslet i Tower i fem år, blev voldsomt fornærmet af denne handling, da han hørte om det.
Et flertal af Gehejmerådet flyttede ud af tårnet, inde de skiftede deres troskab. Da han blev opmærksom på sine kollegers ændrede mening, opgav Janes far Henry Grey, hertugen af Suffolk, sin kommando over fæstningen og proklamerede Maria 1. på Tower Hill. Efter at han var rejst, fik hans hustru besked om, at hun også kunne tage hjem, mens Jane, Guildford og hertuginden af Northumberland ikke fik lov. Jane blev senere flyttet fra de kongelige lejligheder til Gentleman Gaoler's lejlighed, og Guildford blev holdt fanget i Bell Tower. Der fik han snart selskab af sin bror Robert Dudley. Hans resterende brødre blev fængslet i andre tårne, ligesom hans far, der på det tidspunkt var den eneste fremtrædende person, der blev henrettet ved halshugning. Maria var parat til at skåne Janes og Guildfords liv.
Jane og Guildford blev tiltalt den 12. august, og Jane sendte et brev med sin forklaring til dronningen, "og bad om tilgivelse ... for den synd, hun blev beskyldt for, og hun informerede hendes majestæt om begivenhedernes sandhed." I denne beretning talte hun om sig selv som "en hustru, der elsker sin mand". Den 13. november 1553 blev Jane og Guildford ført for retten i Guildhall sammen med ærkebiskop Cranmer og Guildfords brødre Ambrose og Henry. De blev alle dømt for højforræderi efter at have erklæret sig skyldige. Guildford blev dømt for at have ønsket at afsætte Dronning Maria 1. ved at sende tropper til hertugen af Northumberland og ved at proklamere og ære Jane som dronning.

I december fik Jane lov til at gå frit rundt i Queen's Garden. Lord Robert og Lord Guildford måtte nøjes med at indånde luften fra blytaget af Bell Tower. Jane og Guildford kan have haft en vis kontakt med hinanden, og på et tidspunkt skrev Guildford en besked til sin svigerfar i Jane's bønnebog: 
 Din kærlige og lydige søn ønsker Deres nåde et langt liv i denne verden med så meget glæde og trøst som jeg nogensinde havde ønsket mig selv, og at der i verden kom evig glæde. Din ydmyge søn til sin død, G. Dudley 

## Henrettelse
Dronning Maria 1.'s plan om at gifte sig med Filip 2. af Spanien blev mødt med udbredt modstand, ikke kun i befolkningen, men også blandt medlemmer af parlamenter og gehejmerådsmænd. Thomas Wyatts oprør i begyndelsen af 1554, hvor hertugen af Suffolk også deltog, var et resultat af denne modvilje. Det var ikke de sammensvornes intention at bringe Jane Gray tilbage på tronen igen. Ikke desto mindre besluttede regeringen mens den militære krise var højest omkring den 7. februar at henrette Jane og hendes mand, muligvis i panik. Det var også en mulighed for at fjerne den mulige inspiration til fremtidig uro og uvelkomne påmindelser om fortiden. Det bekymrede Maria at lade sin kusine dø, men hun accepterede Gehejmrerådets anbefaling. Biskop Gardiner pressede i en hofprædiken på for at få henrettet det unge par,  og kejserens ambassadør Simon Renard var glad for at kunne rapportere, at "Jane af Suffolk og hendes mand skal miste deres hoveder."
Dagen inden deres henrettelse bad Guildford Jane om et sidste møde, men hun nægtede, idet hun forklarede, at det "ville kun ... øge deres elendighed og smerte, det var bedre at udsætte det ... da de ville mødes snarest andetsteds og leve bundet i uopløselige bånd. "Omkring klokken ti om morgenen den 12. februar blev Guildford ført mod Tower Hill, hvor "mange ... herrer" ventede på at trykke hans hånd. Guildford holdt en kort tale til den sammenstimlede forsamling, som det var sædvanen. ”Uden nogen åndelig far hos sig”, knælede han, bad til Gud og bad folket om at bede for ham, ”og løftede sine øjne og hænder mange gang op for Gud”. Han blev dræbt med et øksehug, hvorefter hans lig blev transporteret på en vogn til kapellet i Tower St. Peter ad Vincula. Jane så scenen fra hendes vindue og udbrød: "Åh, Guildford, Guildford!" Han blev begravet i kapellet sammen med Jane, der var død inden for en time.
Henrettelserne hjalp ikke på Marias eller regeringens popularitet. Fem måneder efter parret døde, skrev John Knox, den berømte skotske reformator, om dem som "uskyldige ... som ved retfærdige love og trofaste vidner aldrig kan bevises at have fornærmet af sig selv." Om Guildford skrev krønikeskriveren Grafton ti år senere: "Selv dem, der aldrig inden hans henrettelse havde set ham, begrad med beklagelige tårer hans død."